# 215e division d'infanterie (Allemagne)
Pour les articles homonymes, voir 215e division d'infanterie.
La  215e division d'infanterie (en allemand : 215. Infanterie-Division ou 215. ID)est une des divisions d'infanterie de l'armée allemande (Wehrmacht) durant la Seconde Guerre mondiale.

## Création et différentes dénominations
La 215. Infanterie-division est formée le 26 août 1939 à Heilbronn dans le Wehrkreis V avec du personnel de la Landwehr en tant qu'élément de la 3. Welle (3e vague de mobilisation).
Elle est détruite en Prusse-Occidentale en avril 1945.

## Organisation

### Commandants
| Date                                  | Grade                  | Commandant            |
| ------------------------------------- | ---------------------- | --------------------- |
| 1er septembre 1939 - 12 novembre 1942 | General der Infanterie | Baptist Knieß         |
| 12 novembre 1941 - 6 avril 1945       | Generalleutnant        | Bruno Frankewitz (en) |

### Officiers d'opérations (Generalstabsoffiziere (Ia))
| Date                           | Grade               | Commandant            |
| ------------------------------ | ------------------- | --------------------- |
| ? 1939 - juin 1941             | Oberstleutnant i.G. | Hielscher             |
| ? 1941 - août 1941             | Major i.G.          | Ernst Eggert          |
| août 1941 - octobre 1941       | Oberstleutnant i.G. | Max von Cranach       |
| 17 octobre 1941 - 30 juin 1944 | Oberstleutnant i.G. | Walter Schelm         |
| 30 juin 1944 - 10 avril 1945   | Oberstleutnant i.G. | Alexander Praetorious |

## Théâtres d'opérations
- Allemagne : septembre 1939 - mai 1940
- France : mai 1940 - décembre 1941
- Front de l'Est, secteur Nord : décembre 1941 - octobre 1944
  - 1943 :
    - Siège de Léningrad
    - Bataille de Krasny Bor
    - Bataille de Mga
- Poche de Courlande : octobre 1944 - mars 1945
- Prusse occidentale : mars 1945 - avril 1945

## Ordres de bataille
1939:
- Infanterie-Regiment 380
- Infanterie-Regiment 390
- Infanterie-Regiment 435
- Artillerie-Regiment 215
  - I. Abteilung
  - II. Abteilung
  - III. Abteilung
  - IV. Abteilung
- Pionier-Bataillon 204
- Panzerabwehr-Abteilung 215
- Aufklärungs-Abteilung 215
- Infanterie-Divisions-Nachrichten-Abteilung 215
- Infanterie-Divisions-Nachschubführer 215

1943
- Grenadier-Regiment 380
- Grenadier-Regiment 390
- Grenadier-Regiment 435
- Divisions-Füsilier-Bataillon 215
- Artillerie-Regiment 215
  - I. Abteilung
  - II. Abteilung
  - III. Abteilung
  - IV. Abteilung
- Pionier-Bataillon 204
- Feldersatz-Bataillon 215
- Panzerjäger-Abteilung 215
- Infanterie-Divisions-Nachrichten-Abteilung 215
- Infanterie-Divisions-Nachschubführer 215